# Frederik V (rytterstatue)
|  | For regenter med navnet "Frederik 5.", se Frederik 5. (flertydig) |
Rytterstatuen af Frederik V på Amalienborg Slotsplads er et værk af Jacques-François-Joseph Saly og blev indviet i 1771.
Det tog 14 år at fuldføre Rytterstatuen, og den endte med at koste mere end de fire Amalienborgpalæer, der omkranser den.
Saly regnedes som sin tids bedste hestebilledhugger og ankom til København i 1753 med sin husstand. Han arbejdede i et atelier på Charlottenborg, hvor hestene løb frit omkring, mens han observerede dem, siddende på en høj skammel i etagen under, med hovedet stikkende op gennem et hul i gulvet. Først efter fem år kunne han præsentere en skitse, han var tilfreds med. Den tiårige kronprins Christian bemærkede, at hans far var blevet alt for stor i forhold til hesten, men Saly snakkede det væk med, at statuen skulle op på en høj piedestal, sådan at det ville komme til at se rigtigt ud. Han gik så i gang med at modellere statuen i gips. Det tog også nogle år – i mellemtiden var han udnævnt til professor ved det danske kunstakademi. I 1764 ankom datidens bedste bronzestøber, Pierre Gors – også en franskmand. Gor medbragte fem assistenter, der startede med at slå taget ud på Giethuset (det tidligere kanonstøberi på den grund, hvor Det Kongelige Teater nu ligger) fordi der måtte bygges en større ovn. Gor og hans hjælpere tjente sig rige på at bestille byggematerialer på statens regning og derefter sælge en stor del videre. Saly, som selv var en dyr mand for den danske statskasse, fik efterhånden nok. Men en morgen gik Gor løs på ham på Kongens Nytorv og pryglede ham med en tamp. Salys tjener kom til undsætning, men blev selv pryglet af Gor. Al dramatikken til trods, 2. marts 1768 kunne 300 indbudte se til, mens 40.000 pund smeltet bronze blev hældt i støbeformen. Kongen selv var død flere år forinden.
En væg af Giethuset måtte slås ud, for at få statuen ud i det fri. Den vejede 22 tons, og det tog 200 matroser to dage at få den trukket på en slæde fra Kongens Nytorv til Amalienborg slotsplads. Der blev den stillet op og derpå dækket til for at blive ciceleret, hvad der tog to år. Den regning blev betalt af Asiatisk Kompagni.
Gitteret omkring blev også kostbar.
Statuens sokkel blev i 1998 fornyet og skulpturen restaureret med økonomisk støtte fra A.P. Møller og Hustru Chastine Mc-Kinney Møllers Fond til almene Formaal. Ved samme lejlighed blev J.D. Herholdts mosaikbelægning fra 1886 rundt om statuen fjernet. Fire samtidige gadelygter omkranser stadig statuen.
Statuen er en del af kulturkanonen.

## Statuens placering
Hele det omkringliggende område med Frederiksstaden og Amalienborg er påbegyndt som en hyldest til den Oldenborgske kongeslægts 300-års jubilæum på den danske trone. Statuen er rettet med hovedet mod Frederikskirken (Marmorkirken) og med de fire palæer som udgør Amalienborg er alle bygget af vigtige adelsmænd: overhofmarskal grev Adam Gottlob Moltke, gehejmekonferensråd grev Christian Frederik von Levetzau, baron Joachim von Brockdorff og gehejmekonferensråd baron Severin Leopoldus Løvenskiold. Ved havnen var der tømmerpladser ved opførelsen, og havnesiden af Amalienborg var derfor uattraktive side, hvorfor de to palæer fjernest fra kirken, Brockdorffs og Schacks, var de mindst eftertragtede.
Så med rytterstatuens placering midt på pladsen med ryggen mod vandet, hovedet rettet mod Frederiks Kirken og omkranset af adelen i en nøjagtig symmetri er et symbol på enevældige konges placering i samfundet, hvor kongen var centrum og toppen af samfundet, og kun skyldte sin udpegning som konge til gud. Dette var i modsætning til det tidligere valgkongedømme, hvor kongen blev valgt af adelen og kirken, og der ved udpegningen af kongen blev lavet en håndfæstning med betingelserne for hvordan kongen kunne regere.

## Andre rytterstatuer i Danmark
Rytterstatuer i Danmark